# Lightning (canção)
"Lightning" é uma canção da banda britânica The Wanted, gravada para o seu segundo álbum de estúdio Battleground. Foi composta e produzida por Steve Mac, com o auxílio de Wayne Hector e Ed Drewett na escrita. A 16 de Outubro de 2011, foi lançado como terceiro single do disco na Austrália através da Island Records.

## Desempenho nas tabelas musicais

### Posições
| Tabela musical (2011)            | Melhor posição |
| -------------------------------- | -------------- |
| Austrália - ARIA Singles Chart   | 84             |
| Bélgica - Ultratip (Flandres)    | 24             |
| Bélgica - Ultratip (Valónia)     | 19             |
| Canadá - Canadian Hot 100        | 84             |
| Escócia - Scottish Singles Chart | 2              |
| Irlanda - IRMA                   | 5              |
| Nova Zelândia - RIANZ            | 23             |
| Reino Unido - UK Singles Chart   | 2              |

### Certificações
| País        | Provedor | Certificação |
| ----------- | -------- | ------------ |
| Reino Unido | BPI      | Prata        |